# Andreaw Gravillon
Andreaw Rayan Gravillon (ur. 8 lutego 1998 w Pointe-à-Pitre) – gwadelupski piłkarz francuskiego pochodzenia występujący na pozycji obrońcy w tureckim klubie Adana Demirspor. Wychowanek Interu Mediolan, w trakcie swojej kariery grał także w takich zespołach jak Benevento, Pescara, Sassuolo, Ascoli, Lorient oraz Torino.